# 561

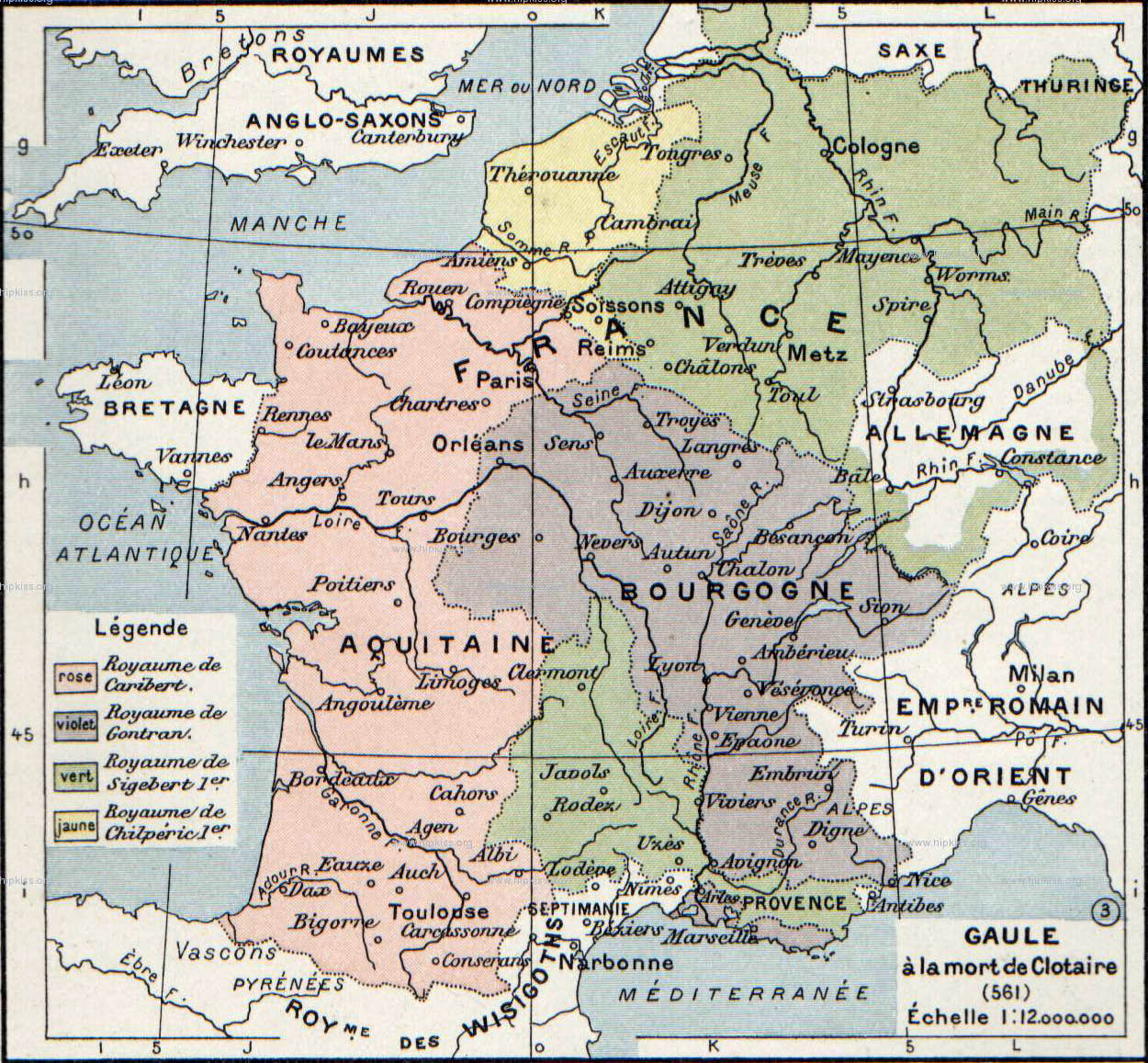
De verdeling van het Frankische Rijk (561)

Het jaar 561 is het 61e jaar in de 6e eeuw volgens de christelijke jaartelling.

## Gebeurtenissen

### Europa
- Koning Chlotharius I overlijdt in Compiègne aan koorts die hij tijdens een jachtpartij heeft opgelopen. Hij wordt begraven in het door hem gestichte Sint-Medardusabdij in Soissons. Het Frankische Rijk wordt verdeeld onder zijn vier zoons: Charibert I, Gunthram, Sigebert I en hun halfbroer Chilperik I. Zij regeren onafhankelijk vanuit hun residentie in Parijs, Orléans, Reims en Soissons.
- Slag van Cúl Drebene: De noordelijke Uí Néill verslaan hun zuidelijke Ierse rivalen en rechtmatige koningen van Tara (Ierland).
- Koning Theodemar bekeert zich tot het christendom en laat zijn onderdanen in het Sueven Rijk met het geloof kennismaken.
- Koningin Radegundis sticht het klooster van het "Heilige Kruis" in Poitiers en stelt haar vermogen ter beschikking van de armen.

## Religie
- Eerste concilie van Braga: Tijdens een bijeenkomst van christelijke patriarchen wordt het priscillianisme veroordeeld op het Iberisch Schiereiland.
- Paus Johannes III (r. 561-574) volgt Pelagius I op na een 5-jarig pontificaat en wordt de 61e paus van Rome.

## Geboren
- Aboe Sufyan, vroeg-islamitisch leider (overleden 652)

## Overleden
- November - Chlotharius I, koning van de Franken
- 4 maart - Pelagius I, paus van de Katholieke Kerk